# اندیس آلونیت تفتان
آلونیت تفتان یک اندیس غیرفلزی است که در حوالی شهر لادیز استان سیستان و بلوچستان قرار دارد و مادهٔ معدنی موجود در آن، آلونیت است.سنگ میزبان این اندیس ولکانیک آلتره شده است و دیرینگی آن به دوران ائوسن می‌رسد. 